# MTV Europe Music Awards 2019
Gli 2019 MTV EMAs si sono svolti nella FIBES Conference and Exhibition Centre, a Siviglia, il 3 novembre 2019. A condurre la serata è stata l'attrice e cantante statunitense Becky G. Questa è la quarta volta, e la seconda volta consecutiva, in cui i premi vengono assegnati in Spagna.

## Esibizioni
| Artista/i               | Brano/i                                              |
| Prima dello spettacolo  | Prima dello spettacolo                               |
| ----------------------- | ---------------------------------------------------- |
| Pabllo Vittar           | "Flash Pose"                                         |
| Sofía Reyes Jhay Cortez | "A Tu Manera (Corbata)"                              |
| Spettacolo principale   |                                                      |
| Dua Lipa                | "Don't Start Now"                                    |
| Mabel                   | "Don't Call Me Up"                                   |
| Niall Horan             | "Nice to Meet Ya"                                    |
| Akon Becky G            | "Cómo no"                                            |
| Green Day               | "Father of All..." Basket Case" (da Plaza de España) |
| Halsey                  | "Graveyard"                                          |
| Ava Max                 | "Torn" Sweet but Psycho"                             |
| Rosalía                 | "Pienso en tu mirá" Di mi nombre"                    |
| NCT 127                 | "Highway to Heaven"                                  |
| Becky G                 | "24/7" "Sin Pijama" Mayores"                         |
| Liam Gallagher          | "Once" Wonderwall"                                   |

## Nomination

### Best Song
Billie Eilish – Bad Guy
- Ariana Grande – 7 Rings
- Lil Nas X (feat. Billy Ray Cyrus) – Old Town Road (Remix)
- Post Malone e Swae Lee – Sunflower
- Shawn Mendes e Camila Cabello - Señorita

### Best Video
Taylor Swift (featuring Brendon Urie) – Me!
- Ariana Grande – Thank U, Next
- Billie Eilish – Bad Guy
- Lil Nas X (featuring Billy Ray Cyrus) – Old Town Road (Remix)
- Rosalía e J Balvin (feat. El Guincho) – Con altura

### Best Artist
Shawn Mendes
- Ariana Grande
- J Balvin
- Miley Cyrus
- Taylor Swift

### Best Group
BTS
- Blackpink
- Little Mix
- CNCO
- Monsta X
- 5 Seconds of Summer
- Jonas Brothers
- The 1975

### Best New
Billie Eilish
- Ava Max
- Lewis Capaldi
- Lil Nas X
- Lizzo
- Mabel

### Best Collaboration
Rosalía e J Balvin (featuring El Guincho) – Con altura
- BTS (featuring Halsey) – Boy with Luv
- Lil Nas X (featuring Billy Ray Cyrus) – Old Town Road (Remix)
- Mark Ronson (featuring Miley Cyrus) – Nothing Breaks like a Heart
- Shawn Mendes e Camila Cabello – Señorita
- The Chainsmokers e Bebe Rexha – Call You Mine

### Best Pop
Halsey
- Ariana Grande
- Becky G
- Camila Cabello
- Jonas Brothers
- Shawn Mendes

### Best Hip-Hop
Nicki Minaj
- 21 Savage
- Cardi B
- J. Cole
- Travis Scott

### Best Rock
Green Day
- Imagine Dragons
- Liam Gallagher
- Panic! at the Disco
- The 1975

### Best Alternative
FKA twigs
- Lana Del Rey
- Solange
- Twenty One Pilots
- Vampire Weekend

### Best Electronic
Martin Garrix
- Calvin Harris
- DJ Snake
- Marshmello
- The Chainsmokers

### Best Live
BTS
- Ariana Grande
- Ed Sheeran
- Pink
- Travis Scott

### Best Push
Ava Max
- Billie Eilish
- CNCO
- H.E.R.
- Jade Bird
- Juice Wrld
- Kiana Ledé
- Lauv
- Lewis Capaldi
- Lizzo
- Mabel
- Rosalía

### Best World Stage
Muse (Bilbao, Spain)
- Bebe Rexha (Isle of MTV Malta 2019)
- Hailee Steinfeld (Isle of MTV Malta 2018)
- The 1975 (Lollapalooza Paris 2019)
- Twenty One Pilots (Lollapalooza Paris 2019)

### Best Look
Halsey
- J Balvin
- Lil Nas X
- Lizzo
- Rosalía

### Biggest Fans
BTS
- Ariana Grande
- Billie Eilish
- Shawn Mendes
- Taylor Swift

### Global Icon
Liam Gallagher

## Nomination regionali

### Europa

#### Best UK & Ireland Act
Little Mix
- Lewis Capaldi
- Dave
- Mabel
- Ed Sheeran

#### Best Danish Act
Nicklas Sahl
- Christopher
- Gilli
- Lukas Graham
- MØ

#### Best Finnish Act
JVG
- Alma
- Benjamin
- Gettomasa
- Robin Packalen

#### Best Norwegian Act
Sigrid
- Alan Walker
- Astrid S
- Kygo
- Ruben

#### Best Swedish Act
Avicii
- Jireel
- Zara Larsson
- Molly Sandén
- Robyn

#### Best German Act
Juju
- AnnenMayKantereit
- Luciano
- Marteria e Casper
- Rammstein

#### Best Dutch Act
Snelle
- Josylvio
- Maan
- Nielson
- Yung Felix

#### Best Belgian Act
Mattn
- Blackwave.
- IBE
- Tamino
- Zwangere Guy

#### Best Swiss Act
Loredana
- Stefanie Heinzmann
- Ilira
- Monet192
- Faber

#### Best French Act
Kendji Girac
- Aya Nakamura
- Dadju
- DJ Snake
- Soprano

#### Best Italian Act
Mahmood
- Coez
- Elettra Lamborghini
- Elodie
- Salmo

#### Best Spanish Act
Lola Indigo
- Amaral
- Anni B Sweet
- Beret
- Carolina Durante

#### Best Portuguese Act
Fernando Daniel
- David Carreira
- Plutónio
- ProfJam
- TAY

#### Best Polish Act
Roksana Węgiel
- Bass Astral x Igo
- Daria Zawiałow
- Dawid Podsiadło
- Sarsa

#### Best Russian Act
Maruv
- Face
- Little Big
- Noize MC
- Zivert

#### Best Hungarian Act
Viktor Király
- Hősök
- Jumodaddy
- András Kállay-Saunders
- Mörk

### Africa

#### Best African Act
Burna Boy (Nigeria)
- Harmonize (Tanzania)
- Nasty C (Sudafrica)
- Prince Kaybee (Sudafrica)
- Teni (Nigeria)
- Toofan (Togo)

### Asia

#### Best Indian Act
Emiway Bantai
- Komorebi
- Parikrama
- Prateek Kuhad
- Raja Kumari

#### Best Japanese Act
King Gnu
- Nulbarich
- Chai
- Tempalay
- Chanmina

#### Best Korean Act
Ateez
- AB6IX
- CIX
- Itzy
- Iz One

#### Best Southeast Asian Act
Jasmine Sokko (Singapore)
- Jannine Weigel (Thailandia)
- Moira Dela Torre (Filippine)
- Rich Brian (Indonesia)
- Suboi (Vietnam)
- Yuna (Malaysia)

#### Best Greater China Act
Zhou Shen (China)
- Click#15 (China)
- Fiona Sit (Hong Kong)
- Shin (Taiwan)
- Timmy Xu (China)
- Feng Timo (China)

### Australia e Nuova Zelanda

#### Best Australian Act
Ruel
- Dean Lewis
- Mallrat
- Sampa the Great
- Tones and I

#### Best New Zealand Act
JessB
- Benee
- Broods
- Drax Project
- Kings

### America

#### Best Brazilian Act
Pabllo Vittar
- Anitta
- Emicida
- Kevin o Chris
- Ludmilla

#### Best Latin America North Act
Mon Laferte
- Ed Maverick
- Jesse & Joy
- Reik
- Ximena Sariñana

#### Best Latin America Central Act
Sebastián Yatra
- J Balvin
- Maluma
- Mau y Ricky
- Piso 21

#### Best Latin America South Act
J Mena
- Cazzu
- Lali
- Paulo Londra
- Tini

#### Best Caribbean Act
Anuel AA
- Bad Bunny
- Daddy Yankee
- Ozuna
- Pedro Capó

#### Best Canadian Act
Johnny Orlando
- Shawn Mendes
- Avril Lavigne
- Carly Rae Jepsen
- Alessia Cara

#### Best US Act
Taylor Swift
- Billie Eilish
- Lil Nas X
- Ariana Grande
- Lizzo